# Дионисий Котакис
Дионисий (на гръцки: Διονύσιος) е гръцки духовник, митрополит на Вселенската патриаршия.

## Биография
Роден е със светското име Димитриос Котакис (Δημητριος Κωτάκης) около 1790 година в село Месария на Андрос, тогава в Османската империя. Брат му Аврамий е тримитунтски епископ, а брат му Леонтий е дякон на патриарх Григорий V Константинополски и е затворен през 1821 година. Димитрий Котакис се замонашва под името Дионисий в манастира „Животворящ източник“ на Андрос, където е ръкоположен за дякон. Служи като дякон на митрополит Йоаникий Бурсенски (1807 - 1817), когото по-късно последва при управлението му в Търново. При избухването на Гръцкото въстание бяга от Цариград. През октомври 1821 година е избран и по-късно ръкоположен за силиврийски митрополит. През юли 1826 година е избран за амасийски митрополит. През януари 1827 година подава оставка. През ноември 1830 година за втори път е избран за митрополит на Амасия. През септември 1835 година той подава оставка след проверка. През февруари 1840 година е избран за никомидийски митрополит. През последните години от живота си живее на Халки, където умира на 22 август 1877 година.